# Nickel-Zink-Akkumulator

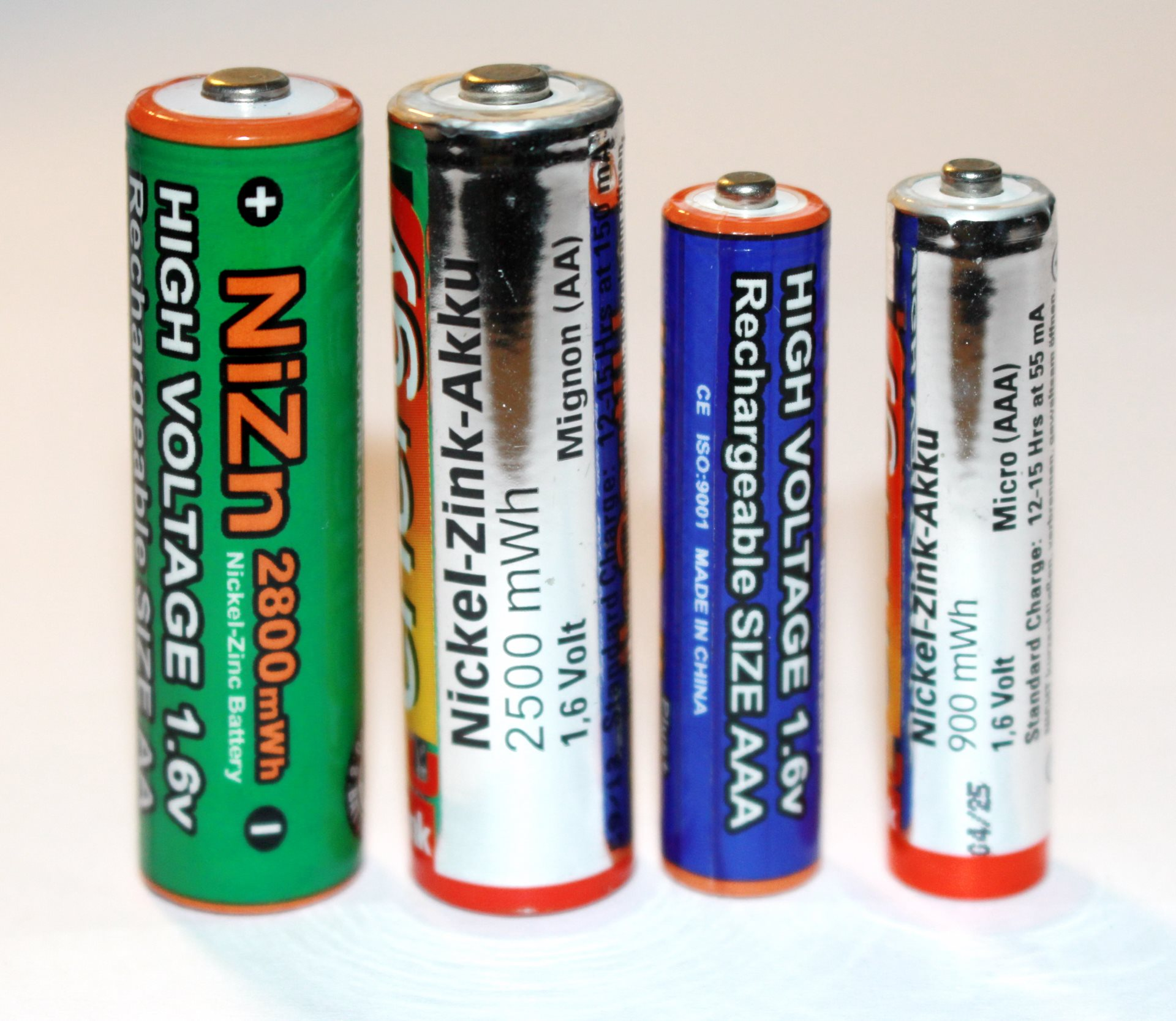
NiZn Akkus von verschiedenen Herstellern in den Größen AA und AAA

Ein Nickel-Zink-Akkumulator (NiZn-Akku) ist ein Akkumulator aus den Stoffen Nickel und Zink.

## Geschichte
Wenngleich dieser Akkumulatortyp bereits 1901 von Thomas Alva Edison patentiert wurde, konnte erst ab den 2000er Jahren technologisch die Zink-Elektrode soweit stabilisiert werden, dass dieser Akkutyp praktisch verwendbar wurde. Erste Nickel-Zink-Akkus hatten nur eine geringe Anzahl an Ladezyklen, da die Zinkelektrode durch Passivierung ihre Funktion verlor. In den 1960er Jahren wurden Nickel-Zink-Akkus als eine Alternative zu Silber-Zink-Akkumulatoren in militärischen Anwendungen in Erwägung gezogen, wegen ihrer geringen Zyklenanzahl aber wieder verworfen.
Mit Stand Anfang 2011 sind NiZn-Zellen in der Bauform einer Mignonzelle (AA-Zelle) für allgemeine Anwendungen verfügbar. Der interessanteste Aspekt dabei ist die Spannung von ca. 1,6 V pro Zelle, was bei Geräten, welche auf Alkali-Mangan-Batterien und deren 1,5 V ausgelegt sind, einen Vorteil darstellt. Herkömmliche Akkumulatoren in Mignonzellenform wie Nickel-Cadmium-Akkumulatoren (NiCd) oder Nickel-Metallhydrid-Akkumulatoren (NiMH) sind zwar preiswerter, weisen dafür aber nur eine Zellspannung von 1,2 V auf. Aufgrund der unterschiedlichen Spannungen sind für NiZn-Zellen allerdings auch spezielle Ladegeräte notwendig.
Seit der Verbreitung im Consumer-Markt verdrängt die Nickel-Zink-Technologie die wiederaufladbaren Alkali-Mangan-Akkus, abgekürzt RAM-Zellen, die mit ihren 1,5 Volt Nominalspannung ebenfalls ein Ersatz für einmal nutzbare Batterien sind.
Mittlerweile werden auch prismatische 12-V-Nickel-Zink-Akkus für Anwendungen in Hybridfahrzeugen hergestellt und getestet.
Neueste Entwicklungen (Stand 2016) zielen auf poröse schwammartige Strukturen der Zink-Anode ab. Dadurch konnte die Bildung von Dendriten im Zink verhindert und die Anzahl der Ladezyklen deutlich erhöht werden.

## Vor- und Nachteile im Vergleich mit NiMH-Akkus
Vorteile
- hohe Spannungslage
- hoher Wirkungsgrad
- hohe Leistung
- gute Leistung auch bei Kälte

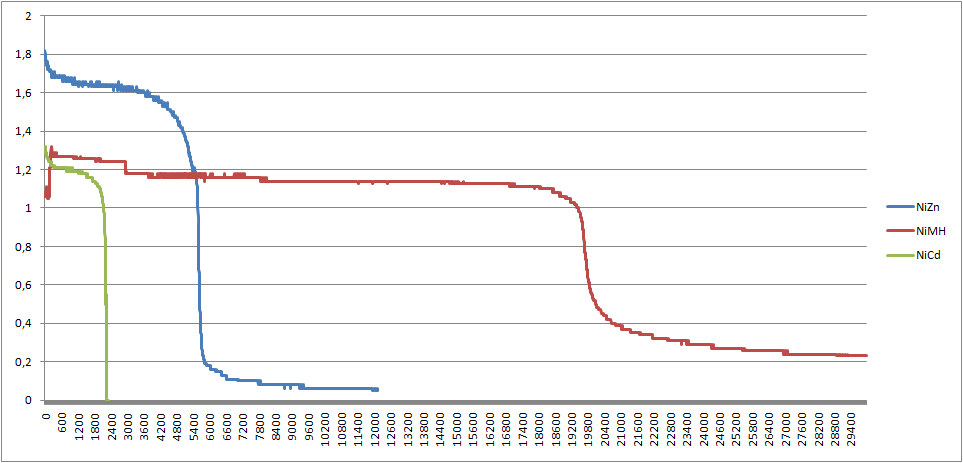
Entladungskurve von einem NiZn-, NiMH- und NiCd-Akkumulator

- geringe Selbstentladung in den ersten Monaten

Nachteile
- geringere Kapazität als Hochkapazitäts-NiMH-Akkus
- weniger Zyklen als NiMH-Akkumulator mit geringer Selbstentladung (Low-Self-Discharge)
- sehr steiler Spannungsabfall zum Ende der Kapazität
- spezielles Ladegerät erforderlich
- längere Ladezeiten durch CC-CV-Ladeverfahren
- Preis höher[6]
- die Entladeschlussspannung von 1,2 V kann in Verbrauchern, die auf den Betrieb mit NiCd oder NiMH ausgelegt sind, das Auftreten einer unbemerkten Tiefentladung begünstigen und den Akku schädigen.

## Elektrochemie
Bei dem Entladevorgang, dieser geht mit Pfeilrichtung nach rechts, bzw. dem Ladevorgang mit Pfeilrichtung nach links, lautet die Reaktionsgleichung an der positiven Elektrode, welche 0,49 V liefert:
{\displaystyle 2\mathrm {NiOOH} +2\mathrm {H} _{2}\mathrm {O} +2\mathrm {e} ^{-}\rightleftharpoons 2\mathrm {Ni} (\mathrm {OH} )_{2}+2\mathrm {OH} ^{-}}
Das Nickel(III)-oxidhydroxid nimmt die vom Zink abgegebenen Elektronen auf und reagiert mit Wasser zu Nickel(II)-hydroxid und Hydroxidionen.
Die Reaktionsgleichung an der negativen Elektrode, welche 1,24 V liefert, lautet:
{\displaystyle \mathrm {Zn} +2\mathrm {OH} ^{-}\rightleftharpoons \mathrm {Zn} (\mathrm {OH} )_{2}+2\mathrm {e} ^{-}}
Dabei reagiert elementares Zink mit Hydroxidionen unter Abgabe von Elektronen zu Zinkhydroxid.
Die Gesamtreaktion ergibt sich zu:
{\displaystyle 2\mathrm {NiOOH} +2\mathrm {H} _{2}\mathrm {O} +\mathrm {Zn} \rightleftharpoons 2\mathrm {Ni} (\mathrm {OH} )_{2}+\mathrm {Zn} (\mathrm {OH} )_{2}}
Im geladenen Zustand liegt also an den Elektroden Zink und Nickel(III)-oxidhydroxid mit Wasser vor. Im entladenen Zustand kommen Zinkhydroxid und Nickel(II)-hydroxid vor.
Die Leerlaufspannung nach Ladung beträgt 1,73 V, die Ladeschlussspannung liegt bei ca. 1,90 V, die Entladeschlussspannung liegt bei ca. 1,2 V. Die gravimetrische Energiedichte (spezifische Energie) liegt zwischen 65 und 120 Wh/kg, das ist in etwa gleich wie bei Nickel-Metallhydrid-Akkumulatoren, jedoch weniger als beim Lithium-Ionen-Akkumulator.